# إرفين ماركهام
إرفين ماركهام (بالإنجليزية: Erwin Markham)‏ هو مهندس أمريكي، ولد في 1838، وتوفي في 1914.